# Signe Svendsen
Signe Svendsen (Nyborg, 16 ottobre 1974) è una cantante danese.

## Biografia
Signe Svendsen è salita alla ribalta nel 2001 con la sua vittoria al Dansk Melodi Grand Prix, dove ha cantato Der står et billede af dig på mit bord insieme ai Rollo & King. La versione in lingua inglese della canzone, Never Ever Let You Go, ha rappresentato la Danimarca all'Eurovision Song Contest 2001, piazzandosi al 2º posto. Pur non comparendo nella formazione ufficiale dei Rollo & King, Signe Svendsen ha cantato in quasi tutte le loro canzoni come voce femminile principale.
La cantante ha avviato la sua carriera da solista nel 2010 con l'album Ny passager, che ha debuttato alla 12ª posizione nella classifica danese. Il suo secondo album del 2013, Kun de faldne rejser sig igen, ha raggiunto il 3º posto, diventando il suo miglior piazzamento in classifica.

## Discografia

### Album
- 2010 – Ny passager
- 2013 – Kun de faldne rejser sig igen
- 2016 – Rift
- 2020 – Det forlyder

### Album live
- 2012 – Sange på tour

### Singoli
- 2012 – Din sang
- 2019 – Langsom musik (con Michael Falch)

#### Come artista ospite
- 2001 – Love Is in the Air (Dario Campeotto feat. Signe Svendsen)